# 審判 (相撲)
審判，是日本大相撲比賽的評審委員和副裁，在江戶時代稱為中改。每場比賽共有5人，穿著羽織和服坐在土俵下四方，比賽開始後觀察力士有沒有犯規，和行司有沒有誤判勝負。
在每個回合結束時，行司給出初始決定，這通常是正確的，如有爭議審判員會舉手，然後5位審判員一起進入土俵討論，然後宣佈結果。
所有審判都是日本相撲協會成員，多數由前橫綱和大關出任，由5個門（出羽海一門、二所之關一門、時津風一門、高砂一門、伊勢乃濱一門）推薦共20名親方出任。他們可對比賽爭議作最後決定，甚至可要求重新比賽。